# Chlorówka grynszpanowa
Chlorówka grynszpanowa (Chlorociboria aeruginosa (Oeder) Seaver) – gatunek grzybów należący do rzędu tocznikowców (Helotiales).

## Systematyka i nazewnictwo
Pozycja w klasyfikacji według Index Fungorum: Chlorociboria,, Helotiales, Leotiomycetidae, Leotiomycetes, Pezizomycotina, Ascomycota, Fungi.
Po raz pierwszy takson ten opisał w 1770 roku Georg Christian Oeder, nadając mu nazwę Helvella aeruginosa. Obecną nazwę nadał mu w 1936 r. Fred Jay Seaver.
Ma 10 synonimów. Niektóre z nich:
- Chlorosplenium discoideum Massee 1895
- Helotium aeruginosum (Oeder) Gray 1821[2].

Nazwa polska według M.A. Chmiel.

## Morfologia
Owocnik
Typu apotecjum z bardzo krótkim trzonem, początkowo miseczkowaty, w trakcie rozwoju coraz bardziej rozszerzający się, z falistymi krawędziami, osiągający średnicę 0,5–1 cm i wysokość poniżej 1 cm. Górna, płodna powierzchnia jest jasnozielona i gładka, dolna, sterylna jest filcowata i bladoniebieskozielona, ciemniejąca z wiekiem. Trzon centralny lub nieco ekscentryczny, tej samej barwy co dolna powierzchnia.
Cechy mikroskopowe
Worki 8-zarodnikowe, 65 × 5 µm. Parafizy wąsko maczugowate. Zarodniki 9-14 × 2-4 µm z dwoma niewielkimi gutulami; po jednej na każdym końcu.
Gatunki podobne
Morfologicznie bardzo podobna jest chlorówka drobna (Chlorociboria aeruginascens). Gatunki te rozróżnić można tylko badaniami mikroskopowymi.

## Występowanie i siedlisko
Chlorówka grynszpanowa znana jest na niektórych wyspach i na wszystkich kontynentach poza Antarktydą i Afryką. W Polsce M.A. Chmiel w 2006 r. przytoczyła liczne stanowiska tego gatunku, w późniejszych latach również podano wiele jego stanowisk.
Grzyb naziemny, saprotrof występujący na martwym drewnie. Rozwija się na dobrze spróchniałych, pozbawionych kory kłodach i gałęziach, zwłaszcza dębów, buków i leszczyny. W miejscu jego rozwoju drewno zmienia barwę na zieloną, ale owocniki zwykle tworzą się latem i jesienią. Pojawiają się dość rzadko, częściej grzyb występuje tylko w postaci grzybni zabarwiającej drewno na zielono.